# Arquitectura d'Algèria

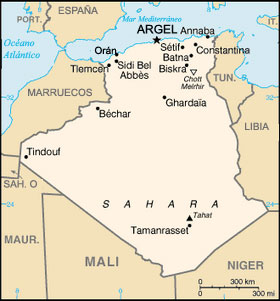
Mapa d'Algèria

L'arquitectura d'Algèria abasta la seua extensa història, influïda per una sèrie de forces internes i externes, com ara l'Imperi romà, la conquesta musulmana del Magrib, la colonització francesa i la lluita per la independència d'Algèria.

## Història antiga

### L'antiga Cartago
L'antiga Cartago va arribar a controlar la costa d'Algèria en el segle iv abans de la nostra era. La influència de l'imperi en l'arquitectura algeriana és visible en l'adopció d'estils híbrids de l'arquitectura púnica, hel·lenística i romana sobre les tradicions arquitectòniques preexistents autòctones.

### Arquitectura reial númida
Sota els antics regnes amazics de Numídia i Mauritània, Algèria va veure créixer les seues ciutats. L'arquitectura reial númida és el terme encunyat per als monuments construïts pels reis númides, que abasten tombes, túmuls i santuaris. La urbanització s'associa sobretot amb els regnats dels reis Massinissa de Numídia (202-148 ae) i Juba II (30 ae - 25). S'han trobat proves de planificació urbana durant el Regne de Mauritània en els veïns Marroc i Tunísia. Juba II i la seua esposa, Cleòpatra Selene II, eren clients de Roma i promotors de la cultura hel·lenística tardana. Iol (l'actual Sersell) fou la seua capital real, rebatejada Cesarea, una ciutat amb un pla hipodàmic regular i el tipus d'arquitectura vinculada al període romà august. Algunes estructures de Cesarea, com ara el teatre, l'amfiteatre i el port, s'han datat de l'època de Juba.

Una sèrie de monuments funeraris i tombes a gran escala construïts en aquesta època són els exemples més ben documentats de l'arquitectura del regne amazic. Els monuments combinen diferents estils arquitectònics introduïts pels cartaginesos, que sovint inclouen motius hel·lenístics i púnics. El més antic mausoleu temple n'és Medghassen, que deu datar de l'època de Massinissa. La tomba, o bé influenciada per l'arquitectura grega de l'est o construïda amb l'ajut d'artesans grecs, consta d'un gran túmul construït amb carreu ben tallat i amb seixanta columnes dòriques i una cornisa d'estil egipci. Un altre exemple famós n'és el Mausoleu Reial de Mauritània, a l'oest d'Algèria, que deu ser de l'època de Juba II. Aquesta estructura engloba un túmul de pedra, columnes decoratives i camins en espiral que duen a una única sala interior. També es poden trobar "tombes torre" del període númida a Algèria, que arriben fins a Líbia. Malgrat l'àmplia distribució geogràfica, solen compartir l'estil: una estructura de tres pisos coronada per una piràmide convexa. Es podrien haver inspirat inicialment en monuments grecs, tot i que constitueixen un tipus original d'estructura vinculada a la cultura númida. Se n'han trobat exemples a Siga, Sumaa del Jrub, així com a Dougga (en l'actual Tunísia) i Sabratha (a Líbia).
- Mausoleu Reial de Mauritània
- Medracen, Mausoleu del rei Madghis, a la província de Batna
- Motius hel·lenístics i púnics visibles al Mausoleu libiopúnic de Dougga

## Època romana
Els romans van ocupar la Numídia oriental l'any 46 abans de la nostra era. Després de la mort d'Arabió, sis anys més tard, envaïren també la Numídia occidental. Després uniren les dues províncies amb la Tripolitana per a formar la província romana d'Africa Proconsularis.

### Urbanisme
Els romans van construir més de 500 ciutats en el que hui és Algèria. En elaborar els plans de les noves ciutats, els enginyers romans feren servir un pla ortogonal rectilini caracteritzat per un decumanus (carrer orientat est-oest) i un cardo (carrer orientat nord-sud). Els dos carrers acabaven amb portes i en la intersecció hi havia un fòrum.

La ciutat de Timgad, fundada per Trajà cap a l'any 100, és un exemple ben conservat d'urbanisme romà a Algèria. La ciutat s'inscriu en un quadrat exacte, que fa 1.200 peus romans en els quatre costats. La ciutat se subdividia en illes quadrades, cadascuna amb una superfície de 100 peus quadrats romans.
- Pont romà d'El Kantara
- Arc a Diana Veteranorum, del 217
- El disseny uniforme de Timgad es veu en les ruïnes

## Conquesta musulmana i primera època islàmica

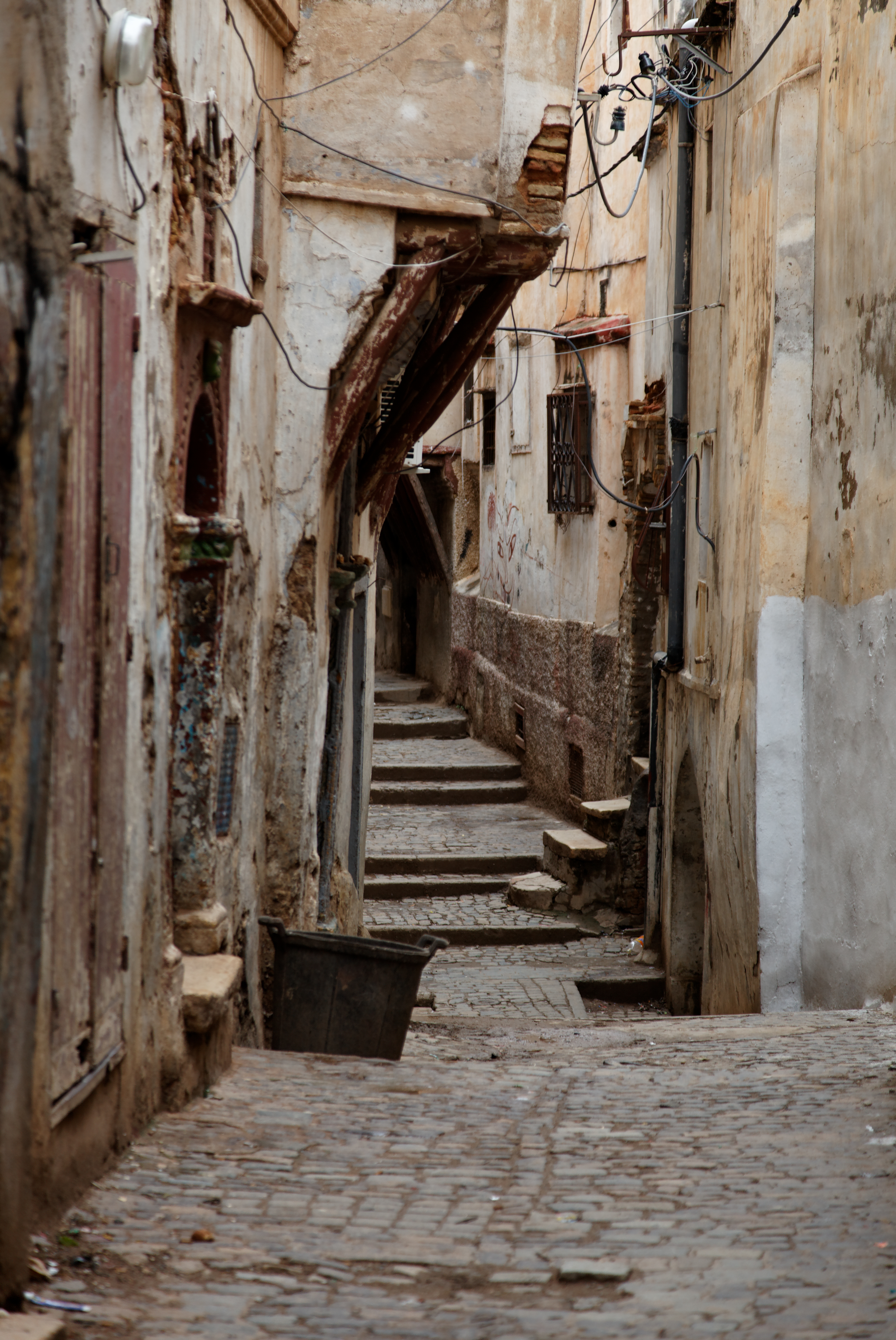
Carrer a la casba d'Alger

L'islam arriba a Algèria al segle vii per la conquesta àrab del nord d'Àfrica, que dugué a Algèria molts trets distintius de les ciutats musulmanes: el soc com a centre comercial, el hammam com a centre social i la mesquita i la madrassa com a centre religiós. Alger, el barri antic de la qual es coneix com la Casba, va créixer durant aquesta època.
Amb l'entrada de l'islam a Algèria, la ciutat fou reconstruïda. Seguint l'Alcorà, les ciutats se separaven en un espai públic (halal) i un espai privat reservat a les dones i les famílies (harīm). A més a més, les zones residencials urbanes se segregaven en barris religiosos. A diferència del gueto europeu excloent, aquests barris eren centres culturals insulars per a la vida jueva i islàmica dins la ciutat algeriana.
Després de la conquesta musulmana, l'àrea fou dominada per múltiples dinasties successives, com ara els rustúmides, els aglàbides, els fatimites i els zírides. La Mesquita de Sidi Uqba, a prop de Biskra, és el monument islàmic més antic d'Algèria, i conté la tomba d'Uqba ibn Nafi, datada del 686. La mesquita pròpiament dita, una senzilla estructura hipòstila semblant a les primeres mesquites de Medina, degué ser modificada i renovada en períodes posteriors, fins i tot pels zírides al segle xi. El 790, Idrís al-Àkbar, fundador de la Dinastia idríssida, edificà la Mesquita d'Agadir a l'emplaçament romà de Pomeria (que més tard seria Tlemcen), les restes del qual les han excavades en l'actualitat. Els rustúmides crearen una nova capital a Tahart (a prop de l'actual Tiaret), ocupada estacionalment per habitants seminòmades. La van destruir els fatimites el 909, i ha estat excavada en el segle xx. La ciutat estava envoltada per una muralla fortificada amb torres quadrades. Contenia una mesquita hipòstila, una ciutadella en un terreny més elevat i un palau amb un gran pati semblant al disseny de les cases tradicionals.

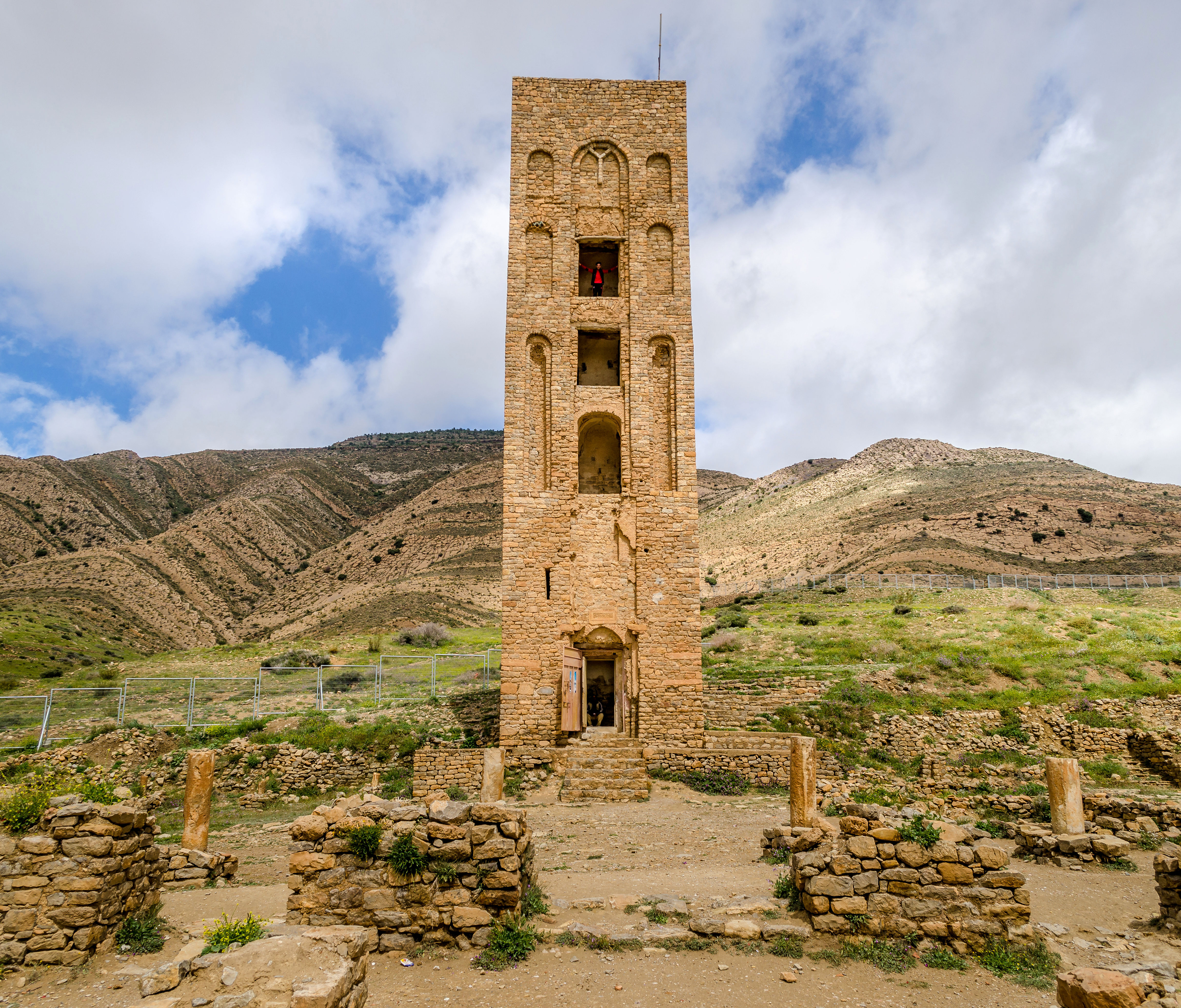
Minaret i restes de la mesquita de Qal'at Bani Hammad

El 934, mentre estava al servei del califa fatimita al-Qàïm, el dirigent zírida Ziri ibn Manad va construir un palau a Ashir (a prop de l'actual Kef Lajdar). És un dels palaus més antics del Magrib, que ha estat excavat en l'actualitat. És de pedra i conté una planta simètrica acuradament dissenyada. amb un gran pati central i dos patis més petits en cada ala lateral del palau. Alguns estudiosos creuen que aquest disseny imitava els palaus fatimites de Mahdia, hui desapareguts. Els hammadies, una branca dels zírides, arribaren a Algèria i el 1007 van fundar una nova capital fortificada coneguda com Qàlat Bani Hammad, al nord-est de l'actual Msila. Tot i ser abandonada i destruïda en el segle xii, el jaciment és una de les capitals islàmiques medievals més ben conservades del món, amb molts palaus i una mesquita monumental.

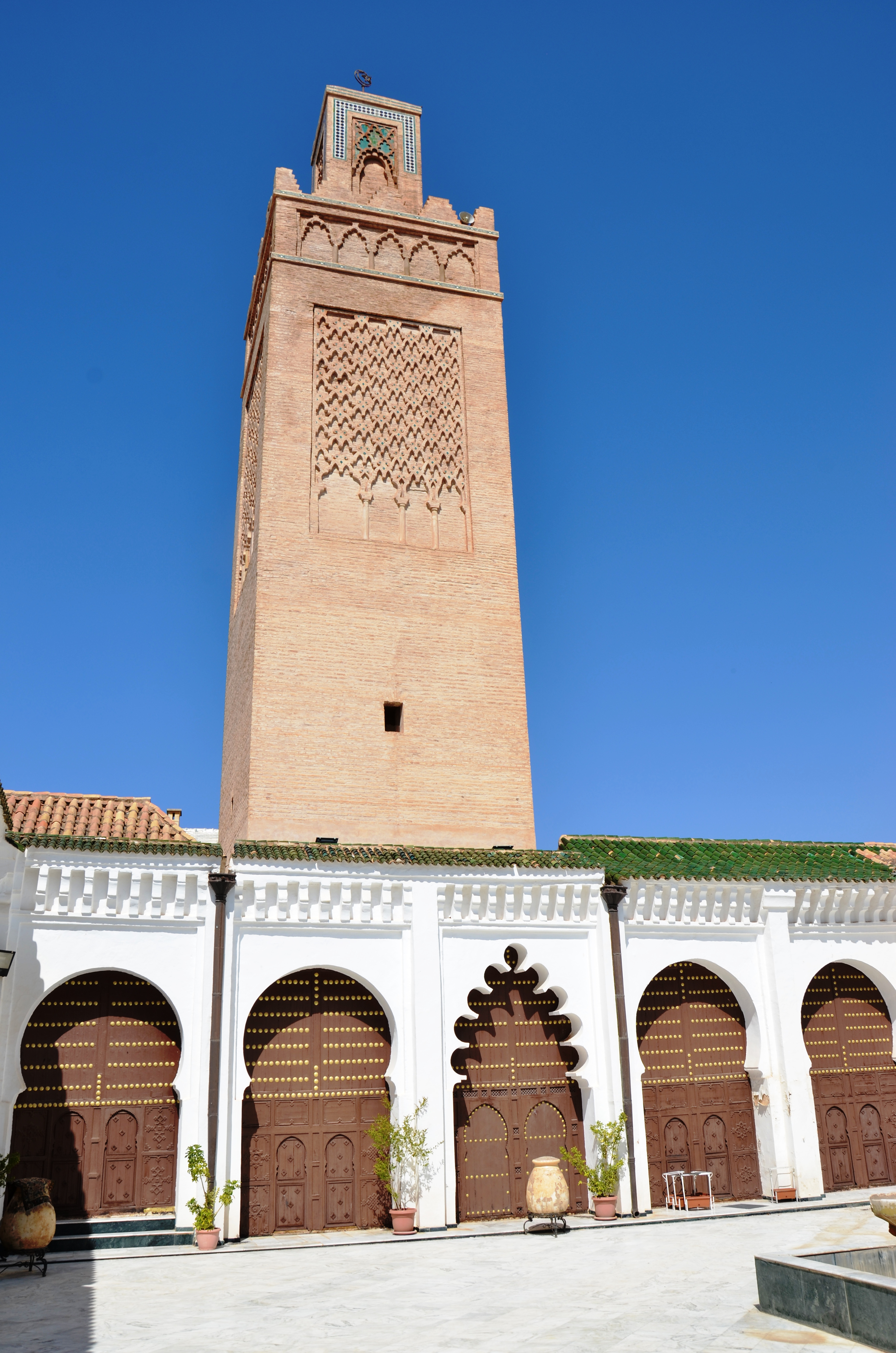
La Mesquita de Tlemcen, fundada pels almoràvits el 1082 i ampliada pels zayyànides el 1236

Des de finals del segle xi fins a la primeria del segle xiii, part del territori actual algerià fou dominada pels almoràvits i els almohades, imperis amazics que van dominar el nord d'Àfrica i Al-Àndalus. La Mesquita major de Tlemcen (1082), la Gran Mesquita d'Alger (1096-1097) i la Mesquita major de Nedroma (1145) són importants fundacions del període almoràvit. El període almoràvit, juntament amb el posterior període almohade, és una de les etapes més formatives de l'arquitectura "morisca" (islàmica occidental), perquè va establir moltes formes i motius que definirien els estils arquitectònics de l'àrea en els segles posteriors.
Després dels almohades, la Dinastina Zayyànida o Abdalwadita governà des de Tlemcen. Yaghmorasan (r. 1236-1283), fundador de la dinastia, va afegir minarets a l'antiga Mesquita d'Agadir i a la Mesquita major de Tlemcen. El seu successor, Abu Said Uthman I (r. 1283-1304), edificà la Mesquita de Sidi Bel Hasan el 1296, també a Tlemcen. Els zayyànides van construir altres edificis religiosos a la ciutat i a la rodalia, però moltes no n'han arribat pas als nostres dies o han conservat poc de l'aspecte original. Les madrasses, com ara la Madrassa Tashfiniya (fundada per Abu Tashfin I, r. 1318-1337), eren una institució nova introduïda al Magrib en el segle xiii i proliferaren amb els zayyànides i els seus contemporanis. La Dinastia Benimerí, amb seu a Fes, ocupà Tlemcen de manera intermitent i també deixà petjada a la zona. Durant el seu setge a la ciutat a principis del segle xiv, el sobirà benimerí Abu-Yaqub Yússuf va construir una ciutadella propera anomenada Mansura, que encloïa la monumental Mesquita de Mansura (començada el 1303, hui conservada en part). Més a l'est, Abu-I-Hàssan Alí fundà la Mesquita de Sidi Bu Madyan el 1338-1339.

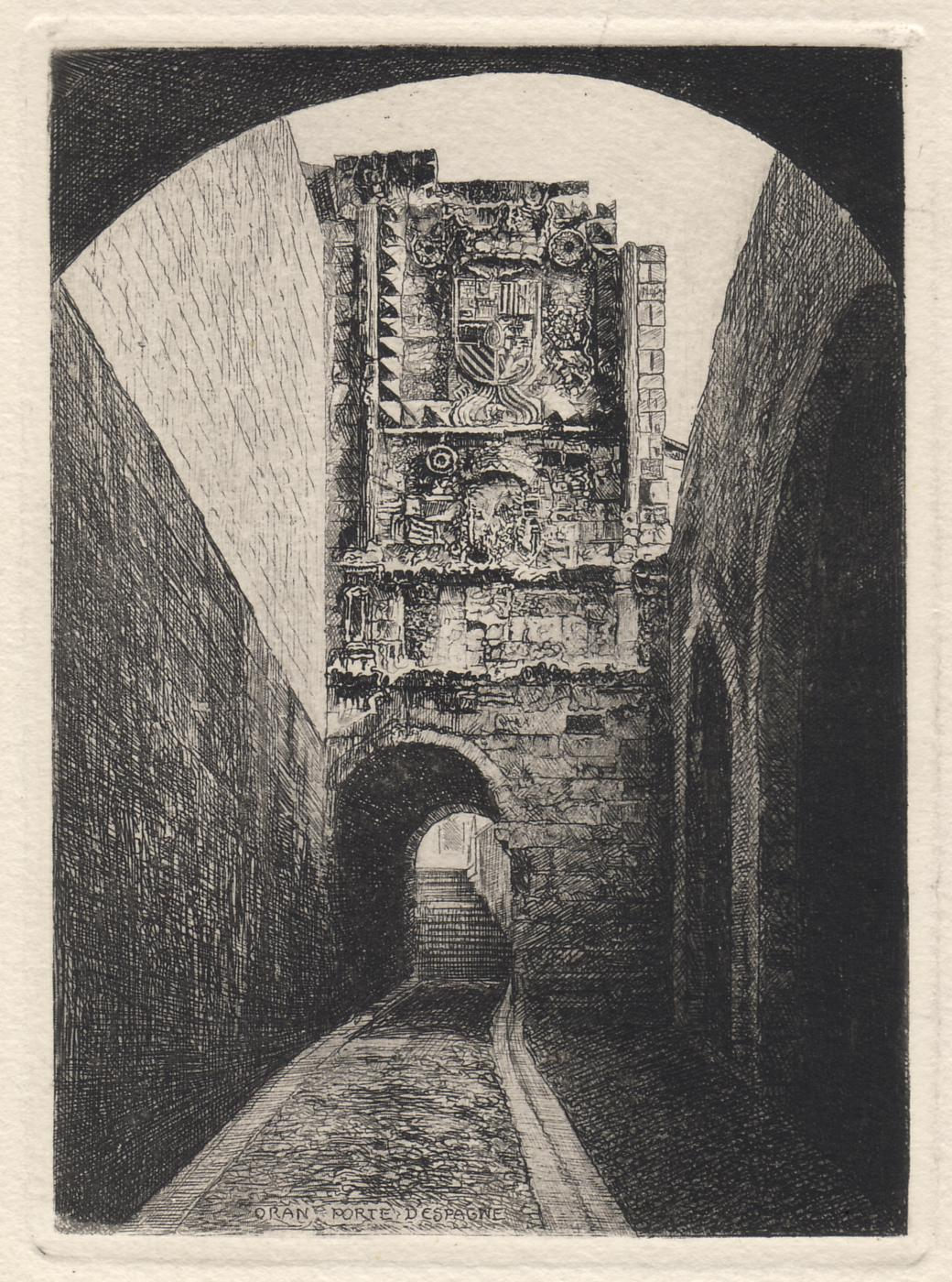
La Porta d'Espanya a Orà

A la fi de l'edat mitjana, els europeus van intentar sense èxit envair Algèria. En el segle xv, els espanyols s'hi establiren breument a la costa, a prop d'Alger, però van ser expulsats. Durant el segle xvi, amb la Dinastia dels Habsburg, els espanyols van arribar a edificar una sèrie de conjunts fortificats a la costa algeriana, per a controlar la pirateria a la Mediterrània i el conflicte amb l'Imperi otomà, i en destacaren els d'Orà, que fou presa el 1509 pels espanyols sota el comandament del cardenal Cisneros i de Pere Navarro. L'ocupació se'n prolongà fins al 1708 i després n'hi hagué una altra entre 1732-1791. És per això que en resta la monumental Porta d'Espanya a la fortalesa d'Orà, de tradició renaixentista, erigida el 1656.

## Domini otomà
El 1518, l'Imperi otomà ocupà Algèria. Sota el seu domini, evolucionà un estil híbrid influenciat pels estils turcs tradicionals, com ara mesquites de planta central i plafons de taulells vidriats. La influència de l'arquitectura otomana es va limitar pràcticament a la costa algeriana i, en concret a Alger, que esdevingué una ciutat important i fou testimoni d'un patrocini arquitectònic regular. Per contra, la ciutat de Tlemcen, que havia estat una important capital, entrà en una relativa decadència.
Alger estava protegida per una muralla d'uns 3,1 quilòmetres de llarg, reforçada amb baluards i oberta per cinc portes. Una ciutadella, la Qasba (origen del nom actual Casba), era al punt més alt de la ciutat. A la fi del segle xviii, la ciutat contenia més de 120 mesquites. La majoria dels habitants es proveïen d'aigua per un sistema de cinc grans aqüeductes i milers de cisternes, i la majoria de cases tenien cisterna privada. La part baixa de la ciutat, a prop de la riba, era el centre de l'administració otomana i la regència, i contenia els mercats més importants, mesquites, residències de luxe, casernes de geníssers, edificis governamentals (com la Seca) i palaus.

### Arquitectura religiosa otomana

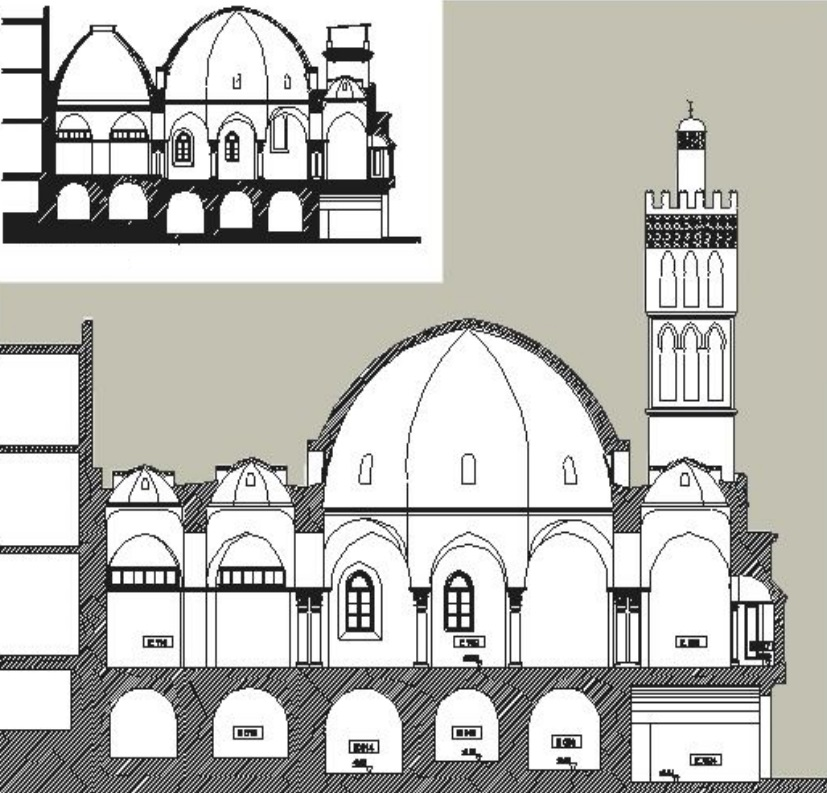
Mesquita d'Ali Bitchin (després d'una restauració de la planta original), construïda el 1622: mostra la cúpula principal i galeries laterals amb cúpules més petites

L'arquitectura de les mesquites d'Alger durant aquest període demostra la convergència de múltiples influències, així com peculiaritats que es poden atribuir a les innovacions dels arquitectes autòctons. Les cúpules d'influència otomana es continuaren construint amb fustos quadrats en lloc de redons o octogonals, conservant d'aquesta manera la tradició autòctona, a diferència de l'arquitectura de la Tunísia otomana i d'altres indrets otomans, on el minaret en forma de llapis era un símbol de la sobirania otomana.
La mesquita més antiga del període otomà que es conserva a Algèria és la d'Ali Bitchin (o d'Ali Bitshin), manada construir el 1622 per l'almirall del mateix nom, un convers d'origen italià. La mesquita s'alça damunt una plataforma elevada i comprén un hospici, un hammam i un molí. Al cantó nord-est hi ha un minaret i una font pública. La sala d'oració interior gira a l'entorn d'un espai quadrat cobert per una gran cúpula octogonal recolzada per quatre grans pilars i petxines. Aquest espai està envoltat per galeries o passadissos, coberts per una filera de cúpules més petites. Al costat oest de l'espai central, aquesta galeria es compon de dos trams en lloc d'un. El 1834, els francesos transformaren la mesquita en església; després, però, de la independència d'Algèria, en tornar a mesquita, se'n reconstruí la planta original. La Mesquita de Ketchaoua, fundada al segle xvii, fou reconstruïda per Bava Hassan al 1794 amb una planta gairebé idèntica a la de la Mesquita d'Ali Bitchin. El 1838 la van convertir en catedral i la remodelaren radicalment, per això la seua forma actual és molt diferent. Altres mesquites d'Alger tenen una planta semblant: la Mesquita de Safir, reconstruïda el 1826, la Mesquita al-Sai'da (o al-Sayyida), construïda per Muhammad Ibn 'Uthman (r. 1766-1791) i demolida pels francesos el 1832, i altres dues mesquites construïdes a la Casba o a prop per Hussein ibn Hussein després del 1818.
El particular disseny d'aquestes mesquites, amb una gran cúpula central flanquejada per línies de cúpules més petites en cada costat, no tenia pas precedents al Magrib abans d'aparéixer a l'Alger al segle xvii. La gran cúpula central, i altres trets com els fonaments damunt una plataforma elevada, és una clara connexió amb l'arquitectura otomana. La planta, però, en difereix prou de les mesquites d'arquitectura metropolitana otomana d'Istanbul i altres indrets dinàstics otomans. Alguns científics, com ara Georges Marçais, suggeriren que els arquitectes o mecenes podrien haver estat influïts per les mesquites de l'època otomana de les províncies llevantines de l'imperi, d'on procedien molts governants d'Alger. L'exemple més notable d'arquitectura otomana a Algèria és la Mesquita Nova (Yamaa el-Yedid) d'Alger. La va construir al 1660-1661 al-Hayy Habib, un dels geníssers d'Alger, i fou una de les mesquites hanafistes més importants de la ciutat. Té una cúpula central sostinguda per quatre pilars, però en lloc d'estar envoltada per cúpules més menudes, està flanquejada per amplis espais amb voltes de canó, amb petites badies voltades o cúpules ocupant els cantons entre aquestes voltes de canó. El costat de l'entrada és allargat, i això dona als espais voltats principals de la mesquita una configuració en forma de creu que recorda una catedral cristiana. El minaret té forma tradicional, amb un fust quadrat rematat per una llanterna. La decoració se'n fa amb taulells; les esferes del rellotge visibles hui s'hi afegiren posteriorment. A l'interior hi ha una plataforma elevada, anàloga al müezzin mahfili (dikka) de les mesquites otomanes, davall la cúpula principal. El mínbar de marbre de la mesquita és d'estil otomà i està decorat amb detalls italianitzants. El mihrab té una forma islàmica occidental més tradicional, amb forma d'arc de ferradura i decoració d'estuc, tot i que la decoració que ho envolta té formes de mig medalló i quart de medalló d'estil otomà. Per tant, el disseny general de la mesquita i els seus detalls palesen una aparent barreja d'influències otomanes, magribines i europees. Com es desconeix qui en fou l'arquitecte, Jonathan M. Bloom indica que podria haver estat un arquitecte autòcton que prengué com a punt de partida la idea general del disseny de les mesquites otomanes, però en feu la seua interpretació.

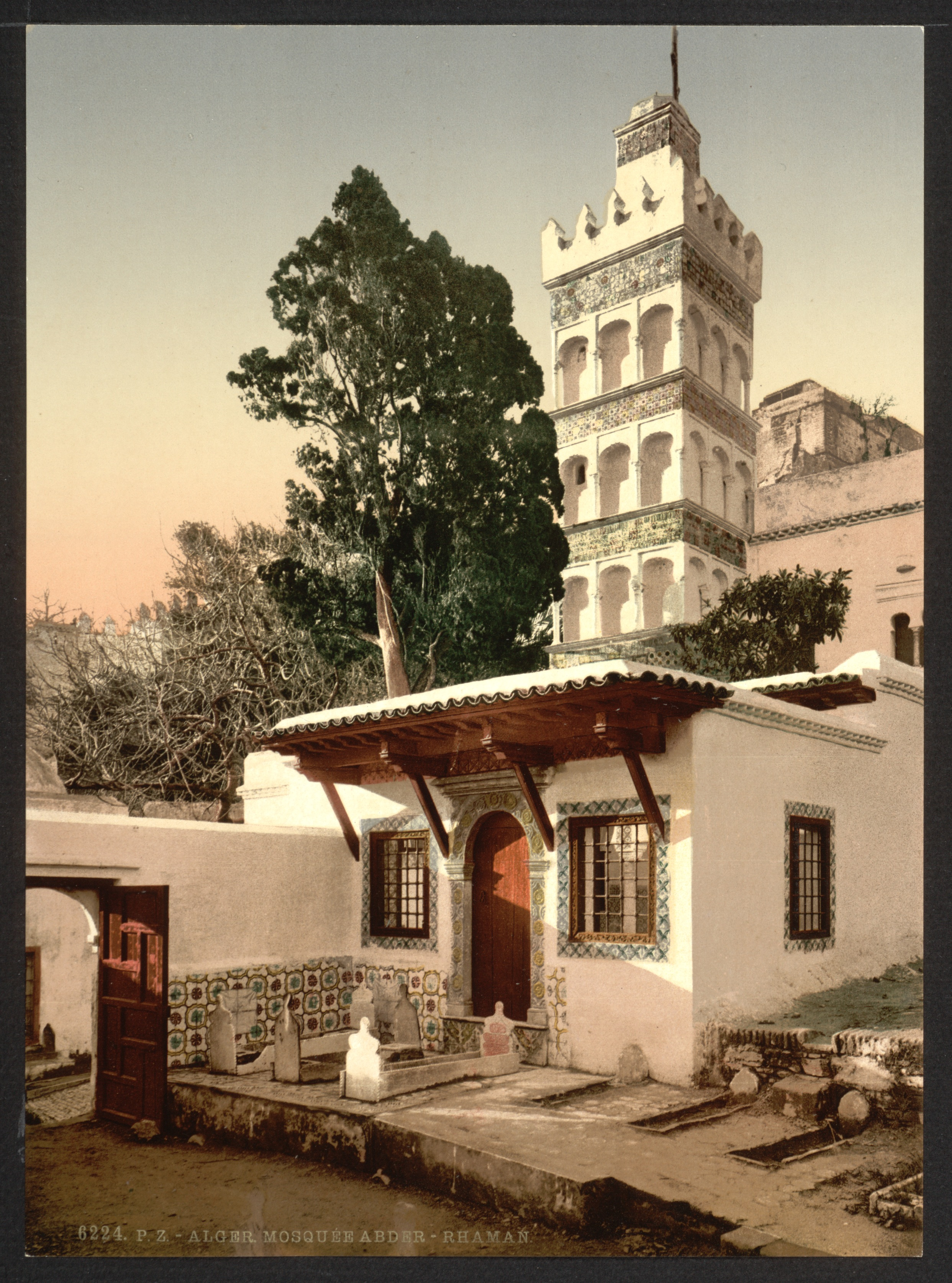
Minaret de la zàuiya de Sidi Abd ar-Rahman a Alger, del (foto c. 1899)

Com en la resta del Magrib, les tombes de les principals figures musulmanes i dels sants sufís eren importants indrets religiosos. La tomba de Sidi Abd ar-Rahman al-Tha'alibi, un erudit sufí del segle xv important per a Alger, fou coberta amb un mausoleu voltat el 1611, i tenia capitells i columnes de marbre clarament relacionats amb els de l'arquitectura sadita de Marràqueix, la qual cosa suggereix que s'assemblaria a les tombes sadites i tindria relació amb arquitectes de Marràqueix. La reconstruïren el 1696 en l'actual zàuiya, i contenia el mausoleu, una mesquita, un alberg i lloc d'ablucions. Contràriament, però, al que és habitual en altres llocs del Magrib, no inclou pas una madrassa. El nou mausoleu té una cúpula d'estil més otomà. També es va construir un nou minaret amb un disseny únic: un fust quadrat l'exterior envoltat d'una arcada de tres nivells.
A diferència de les dinasties contemporànies de les veïnes Tunísia i el Marroc, i a diferència dels anteriors ziyanies de Tlemcen, els governants d'Alger no van construir cap madrassa important en la capital. Un dels governadors de Constantina, Salah Bey (f. 1792), hi construí dues madrasses: la Madrassa de Sidi el-Kettani el 1775 i la de Sidi al-Ajdar el 1779. Tot i que no tan elaborades com les primeres madrasses medievals del Magrib, una d'aquestes es distingeix per tenir adossat un mausoleu amb les restes de Salah Bey i part de la seua família. La pràctica d'adossar el mausoleu d'un governant a una madrassa fundada per ell era habitual al Caire històric oriental, però poc comuna al Magrib.

### Arquitectura palatina i domèstica
El palau residencial del governant d'Alger, la Yanina o Yenina ('Jardinet'), era al bell mig d'un conjunt palatí més gran conegut com el Dar as-Sultan, a la part baixa de la ciutat. Aquest conjunt va servir com a palau del governant fins al 1816, quan el Dey es traslladà a la Casba després del bombardeig britànic de la ciutat en aquest any. Segons algunes descripcions històriques, el conjunt incloïa dos patis principals. El segon pati era més menut, però contenia una gran font amb una pila quadrada. En una cantonada del pati, una àmplia escala donava accés a una galeria que conduïa al tron del governant d'Alger. La galeria estava vorejada per columnes de marbre a banda i banda, pavimentada amb taulells, i tenia al centre una font d'assortidors amb una pila octogonal. Al costat del palau hi havia la mesquita oficial, la Mesquita al-Sa'anada, construïda per Muhammad Ibn 'Uthman al segle xviii. Després de la conquesta francesa del 1830, la major part de la ciutat baixa d'Alger, incloent-hi Dar al-Sultan i la seua mesquita, fou destruïda i reemplaçada per carrers i edificis europeus. Com a resultat, la major part del teixit històric de la ciutat anterior al segle xix que resta ara es troba a la ciutat alta, ara coneguda com la Casba.
Del conjunt de Dar al-Sultan només es conserva un exemple arquitectònic: Dar 'Aziza Bint al-Bey, un palauet convertit en residència arquebisbal durant l'època d'invasió francesa. Es creu que fou construït en el segle xvi, tot i que el seu entorn ha canviat significativament. Al principi es trobava en un terreny en pendent i tenia diferents plantes. La planta baixa original, com un soterrani, contenia magatzems, cuines, estables i botigues al llarg de l'exterior, però aquests han desaparegut des de llavors i el pis superior s'ha convertit en la planta baixa. L'edifici principal és una estructura de dues plantes centrada al voltant d'un pati interior quadrat (el wast ad-dar o 'centre de la casa'). El pati està envoltat per una galeria de dos pisos amb arcs de ferradura apuntats recolzats en columnes de marbre. És decorat amb taulells, estuc tallat, gelosies i una font, i la decoració és més rica en el pis superior. Les estances del pis superior també són més luxoses i inclouen el saló de recepcions principal. Una gran escala duu des del pis d'aquest pati a un annex, la dwira (també transliterada com duira, que significa 'casa' o 'apartament més petit'), que la demoliren parcialment en el segle xix. La gran escala és inusual en l'arquitectura domèstica nord-africana de l'època i indica que els constructors estaven familiaritzats amb l'arquitectura europea.

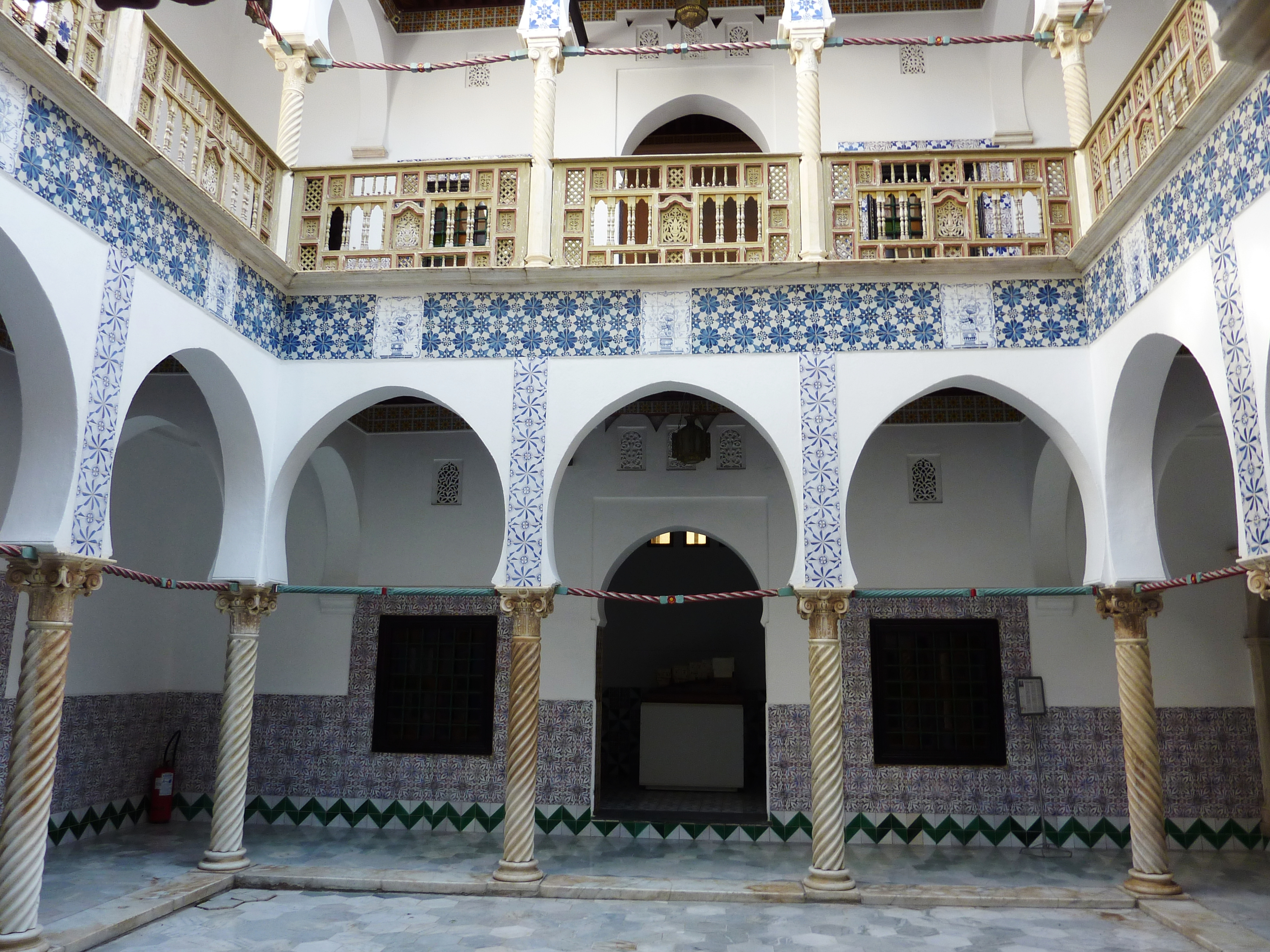
Exemple d'un pati interior tradicional del Palau del Rais (construït en el segle XVI però restaurat)

A Algèria també es conserven altres palaus o riques residències del període otomà que solen compartir característiques semblants, com un vestíbul o corredor d'entrada (anomenat sqifa), un wast ad-dar (pati interior central), una distribució en pisos i una duira annexa. En les grans mansions, els principals salons de recepció solien tenir una alcova arquejada o una saleta voltada per la part posterior, anomenada bahw, que sobreeixia de la casa i podia estar ricament decorada. Altres exemples de residències a Alger són la Dar Mustafa Pacha, datada del 1799, i la residència coneguda com a Palau del Rais, que data del segle xvi. Quan el dei es va traslladar a la Casba el 1816, n'amplià el palau, conegut com el Palau del Dei. De les parts que es conserven, la més notable és un gran pati envoltat per una galeria de tres pisos. També es conserven fora de la ciutat emmurallada una sèrie de vil·les suburbanes i rurals, caracteritzades pels patis interiors. Entre el 1826 i 1835 el governant independent Ahmed Bay (també conegut com a Hayy Ahmed) va construir-se a Constantina un palau amb patis i dos grans jardins interiors.

## Època colonial

### Època colonial primerenca
El 1830, l'estat francés va envair Algèria i la va dominar com a una colònia. L'arquitectura algeriana colonial primerenca es caracteritzà per l'intent dels invasors de reestructurar la ciutat islàmica amb enginyeria militar. Els francesos intentaren transformar radicalment les estructures urbanes existents de les ciutats algerianes per a estendre la seua logística de l'ocupació militar i reflectir culturalment la invasió francesa.
Els primers edificis construïts feien referència a una sèrie d'estils europeus establerts, com ara l'arquitectura neobarroca i la neobizantina, de finals del segle xix i principis del XX.
Els successius governs colonials van dissenyar noves urbanitzacions amb línies i angles rectes i feren instal·lacions públiques, com ara hospitals i oficines de correus.
- Teatre Nacional d'Algèria (Charles Frédéric Chassériau, 1850), construït en estil neobarroc
- "Notre Dame d'Afrique" (Jean-Eugène Fromageau, 1858), exemple d'arquitectura neobizantina a Algèria

### Arabitzant
L'arquitectura colonial francesa a Algèria experimentà un canvi a principis del segle xx amb el nomenament el 1903 de Charles Lutaud com a governador general: aquest advocà per l'adopció d'una política cultural colonial d'"associació" algeriana amb França per sobre de l'assimilació algeriana, i dictaminà que els edificis públics es construïssen en l'estil híbrid arabitzant del neomorisc. En referència a la política de Lutaud, la combinació d'arquitectura morisca amb estils arquitectònics europeus a Algèria es coneix a vegades com a estil Jonnart.
- Hôtel de la Prefecture (Jules Voinot, 1908) a Alger
- Oficina Central de Correus d'Alger, de J. Voinot i M. Tondoire, 1910
- Estació d'Orà (Albert Ballu, 1913)

### Modernisme
En les dècades següents, la formació d'una nova elit acadèmica colonial i l'arribada del modernisme dugueren un període d'experimentació arquitectònica que allunyà encara més l'arquitectura algeriana dels estils europeus establerts. Llavors Algèria fou un lloc viable per a l'experimentació modernista entre els arquitectes francesos. El Palau de Govern d'Alger és representatiu d'aquest període.
Durant la dècada dels 1930, Alger fou un centre d'intel·lectuals de l'arquitectura. El 1932, es creà la branca d'Alger de la Societat d'Arquitectes Moderns; la societat francesa colonial advocava pel modernisme, dictant que es construís dins dels "principis de l'estètica moderna". L'any 1933, la ciutat va acollir la primera Exposició d'Urbanisme i Arquitectura Moderna.
La utilització d'Algèria com un "calaix de sastre" pels francesos per a experimentar arquitectònicament s'exemplifica en el pla mestre de Le Corbusier per a Alger, no implementat entre el 1932 i 1942. El pla no oficial, anomenat Pla Obus, contenia unes urbanitzacions construïdes sobre la Casba existent, a l'entorn d'un conjunt de ponts elevats i calçades.
Durant les dècades dels 1950 i 1960, l'arquitectura algeriana, especialment la d'Alger, es caracteritzà per noves idees urbanistes, influïdes per Le Corbusier. Els arquitectes Bernard Zehrfuss, Louis Miquel i Fernand Pouillon construïren edificis importants a Algèria en aquestes dècades, com ara les urbanitzacions Diar el Mahçoul i Climat de France. Durant aquesta època, els arquitectes colonials francesos tingueren desacords entre ells per les diferents filosofies d'integració ètnica entre els colons francesos i els algerians autòctons.

Als darrers anys de l'ocupació francesa d'Algèria, els francesos posaren en marxa el Pla Constantine del 1959, que va impulsar projectes d'habitatge social, sobretot per als barris marginals (bidonvilles). Denominats citis de recasement (ciutats de reallotjament) i millions (milions), aquests projectes foren criticats perquè oferien unes condicions de vida suposadament pitjors que les de les seues bidonvilles originàries.
- Ajuntament de Djidjell, 1936, de Guérineau i Bastélica (estètica modernista integrada)
- L'arquitectura del Diar el Mahçoul de Fernand Pouillon pretenia reforçar el sentiment de cooperació francoalgeriana enmig dels avalots colonials.
- Catedral del Sagrat Cor d'Alger (Paul Herbé i Jean Le Couteur, 1956), un exemple de modernisme colonial tardà a Alger

## Època postcolonial
Immediatament després de la independència d'Algèria, al 1962, la nova autoritat de la nació realitzà un esforç significatiu per a descolonitzar Algèria, tot erradicant els impactes francesos. Pocs arquitectes del país, però, estaven preparats per a dissenyar una identitat nacional encara ambigua divorciada de la història de colonització de la nació. L'arquitecte Abderrahmane Bouchama fou una figura clau en el procés d'evolució d'una identitat arquitectònica algeriana diferenciada i va publicar una sèrie d'escrits sobre això, entre aquests l'obra del 1966 L'Arceau qui chante.
- Universitat de Ciència i Tecnologia Houari Boumediene (Oscar Niemeyer, 1968)
- Universitat de Constantina 1 (Oscar Niemeyer, 1968)
- Monument als màrtirs, Alger (Bachir Yellès, Marian Konieczny)
- Djamaa el Djazaïr (KSP Jürgen Engel Architekten, 2012)

## Arquitectura amazic i altres formes autòctones

### Nord d'Algèria
Els amazics del nord d'Algèria utilitzen tradicionalment dos tipus d'habitatge: la casa chaoui i l'ajam cabília. L'habitatge chaoui, tradicional dels amazics chaouis d'Aurés, són cases de rajola amb teulada plana i fonaments de pedra. Les plantes baixes de les cases chaouis tenen una cambra central per a dormir amb una llar, zona per a teixir, un magatzem i recipients per a l'aigua. A voltes, aquests habitatges es construeixen directament contra altres cases o roques, per a millorar l'eficàcia de la construcció i reduir costos de material.

A diferència dels habitatges chaouis, els habitatges cabílies, construïts pels amazics de Cabília, són de pedra i tenen teulades inclinades de teules. Aquestes cases es construeixen per parts i, a mesura que la família creix, poden afegir-se'n altres. La planta baixa d'una casa cabília típica es divideix en dues seccions: la primera, més fosca, s'empra per als animals, mentre que l'altra, il·luminada, s'empra per a cuinar, teixir i rebre convidats. Una petita golfa, al damunt de les dependències del bestiar, s'usa tradicionalment com a dormitori durant l'hivern.
- Casa chaoui a Menaa (c. 1920)
- Edifici chaoui a Menaa amb fonaments de pedra i parets de rajola vista
- Ajam cabilia presentada en l'Exposició Universal de París (1889)
- Cases cabílies a la província de Bugia

### Mzab

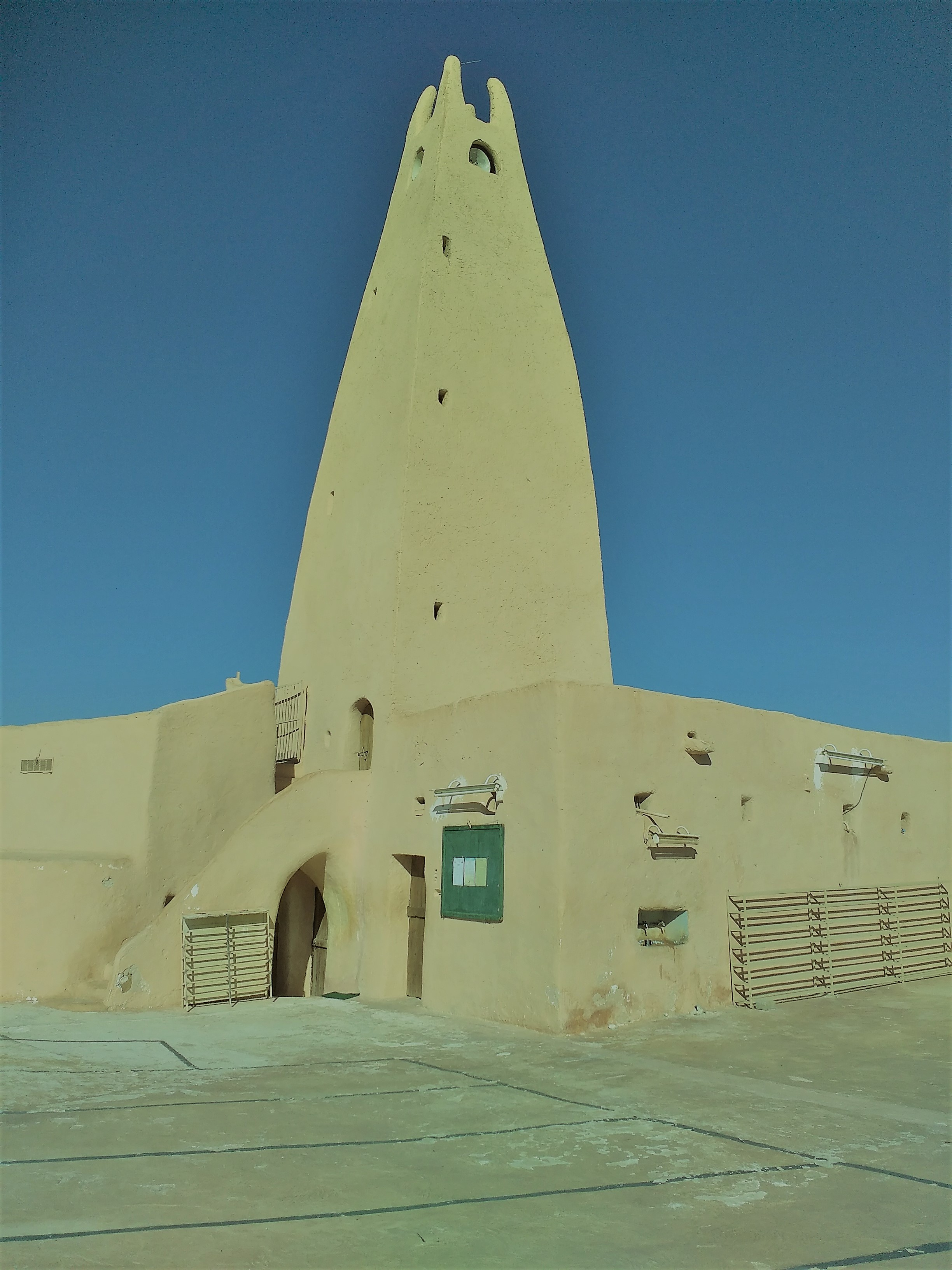
Mesquita central de Ghardaïa, exemple d'arquitectura de la regió de Mzab

L'àrea algeriana de Mzab, que inclou la ciutat de Ghardaïa, enclou mesquites i cases característiques, construïdes amb terra piconada i emblanquinades. També hi són freqüents les cúpules i les voltes de canó. Els minarets de les mesquites se'n distingeixen dels d'altres regions: són alts i de base quadrada, però s'estrenyen cap a la cúspide i es coronen amb cantonades en forma de "banya".
A les cases, se sol entrar per un passadís sinuós que duu a un pati central a la planta baixa, amb una galeria que envolta aquest espai a la planta superior. Algunes parts de la casa sobreïxen del carrer i descansen en mènsules de pedra.

### Arquitectura tradicional sahariana
En l'arquitectura tradicional sahariana, les cases s'apinyen a les ciutats oasi del Sàhara, on empren per a construir-les antics elements com ara fang cuit al sol, palla i palma, juntament amb teulades planes que s'adapten a les dures exigències climàtiques de la vida al desert. El problema sorgeix quan hi ha xàfecs, que, tot i escassos, solen ser molt devastadors.